# Cypress, California

Thành phố Cypress, California

Cypress là một thành phố ngoại ô toạ lạc tại vùng phía Bắc của hạt Orange (Quận Cam, miền Nam tiểu bang California, Hoa Kỳ. Theo cục điều tra dân số Hoa Kỳ năm 2010, thành phố có 47.802 dân.

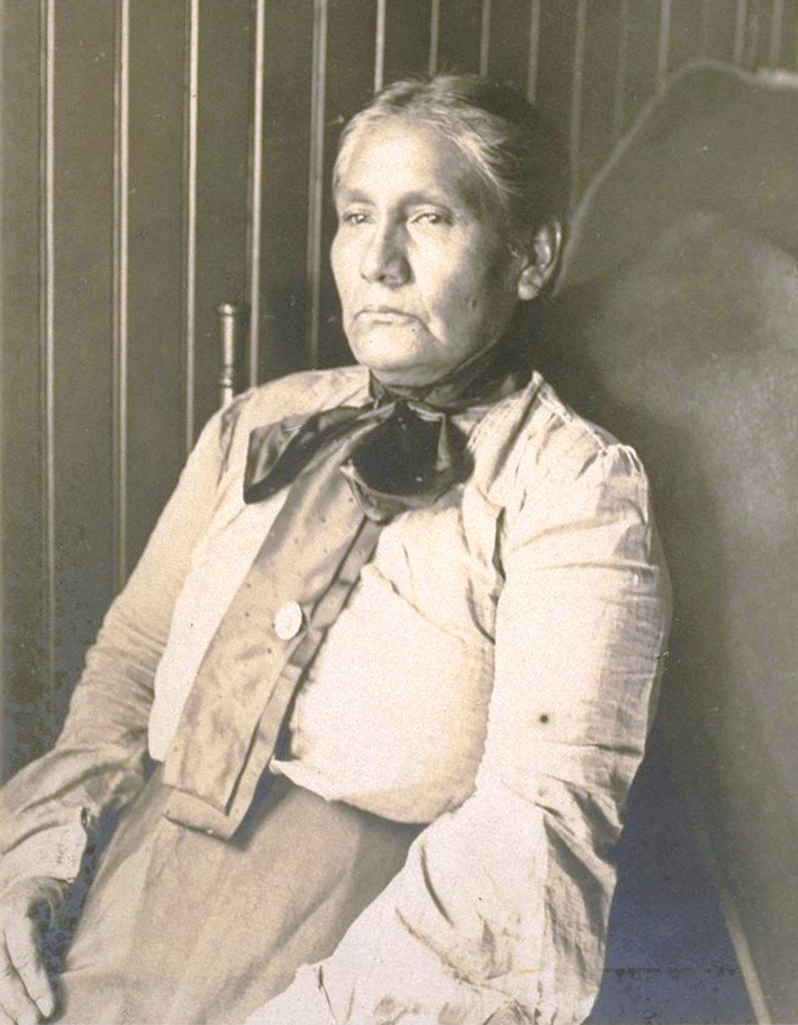
Người Gabrieleno, thuộc bộ lạc Tongva

## Lịch sử
Những cư dân sinh sống đầu tiên ở vùng đất này là người Gabrieleno, thuộc bộ lạc người Mỹ bản địa Tongva. Những người định cư bản địa rời khỏi vùng đất này sau khi người châu Âu đến đây, Chính phủ Tây Ban Nha sở hữu vùng đất này cho đến khi nó được quản lý bởi México sau khi Mexico dành độc lập (1821), sau cuộc chiến tranh Mexico-Mỹ (1846-1848) Cypress cùng toàn vùng Alta California trở thành một phần của Hợp chúng quốc Hoa Kỳ.

## Trích nguồn
- City Council web site Retrieved 2009-04-07
- U.S. Census
- "American FactFinder". United States Census Bureau. Truy cập 2008-01-31.
- http://en.wikipedia.org/wiki/Cypress,_California
- http://en.wikipedia.org/wiki/Gabrieleno